# Sōsa
Sōsa (jap. 匝瑳市 Sōsa-shi) ist eine Stadt in der Präfektur Chiba, Japan.
Am 31. Dezember 2005 hatte die Stadt eine geschätzte Bevölkerung von 42.041 und eine Bevölkerungsdichte von 413 Personen pro km². Der gesamte Bereich hat eine Fläche von 101,78 km².
Sōsa ist sehr bekannt für seine agrikulturelle Gemeinde und besonders für wachsende Bäume, die in ganz Japan verkauft werden.

## Geschichte
Die Stadt entstand am 23. Januar 2006 als Folge des Zusammenschlusses der Stadt Yōkaichiba mit der Stadt Nosaka aus dem Landkreis Sōsa.
Die Naturkatastrophe des Tōhoku-Erdbebens am 11. März 2011 mit dem nachfolgenden Tsunami forderte in Sōsa keine Toten oder Verletzten, doch wurden 7 Wohngebäude völlig und 20 weitere teilweise zerstört.

## Verkehr
- Zug:
  - JR Sōbu-Hauptlinie
- Straße:
  - Nationalstraße 126,296

## Söhne und Töchter der Stadt
- Yumiko Kobayashi (* 1979 in Yōkaichiba), japanische Synchronsprecherin